# Gondalães
Gondalães is een plaats (freguesia) in de Portugese gemeente Paredes en telt 1050 inwoners (2001).